# مريلا زارعي
مريلا زارعي (بالفارسية: مریلا زارعی) (14 أبريل 1974) ممثلة إيرانية وهي الشقيقة الكبرى للفنانة مليكا زارعي. تخرجت مريلا بدرجة بكالوريوس من قسم الصناعات الغذائية في جامعة آزاد الإسلامية فرع طهران. شاركت مريلا في فيلم «بخصوص إيلي» 2009 في دور «شوهريه»، كما ظهرت في فيلم بودي جارد (2016).

## وصلات خارجية
- مريلا زارعي على موقع IMDb (الإنجليزية)
- مريلا زارعي على موقع روتن توميتوز (الإنجليزية)
- مريلا زارعي على موقع ألو سيني (الفرنسية)
- مريلا زارعي على موقع ألو سيني (الفرنسية)
- مريلا زارعي على موقع أول موفي (الإنجليزية)
- مريلا زارعي على موقع قاعدة بيانات الأفلام السويدية (السويدية)
- مريلا زارعي على موقع قاعدة بيانات الفيلم (الإنجليزية)
- مريلا زارعي على موقع كينوبويسك (الروسية)

دردشة اي فيلم تستضيف الفنانة «مريلا زارعي» الليلة، آي ‌فيلم